# 中央日報

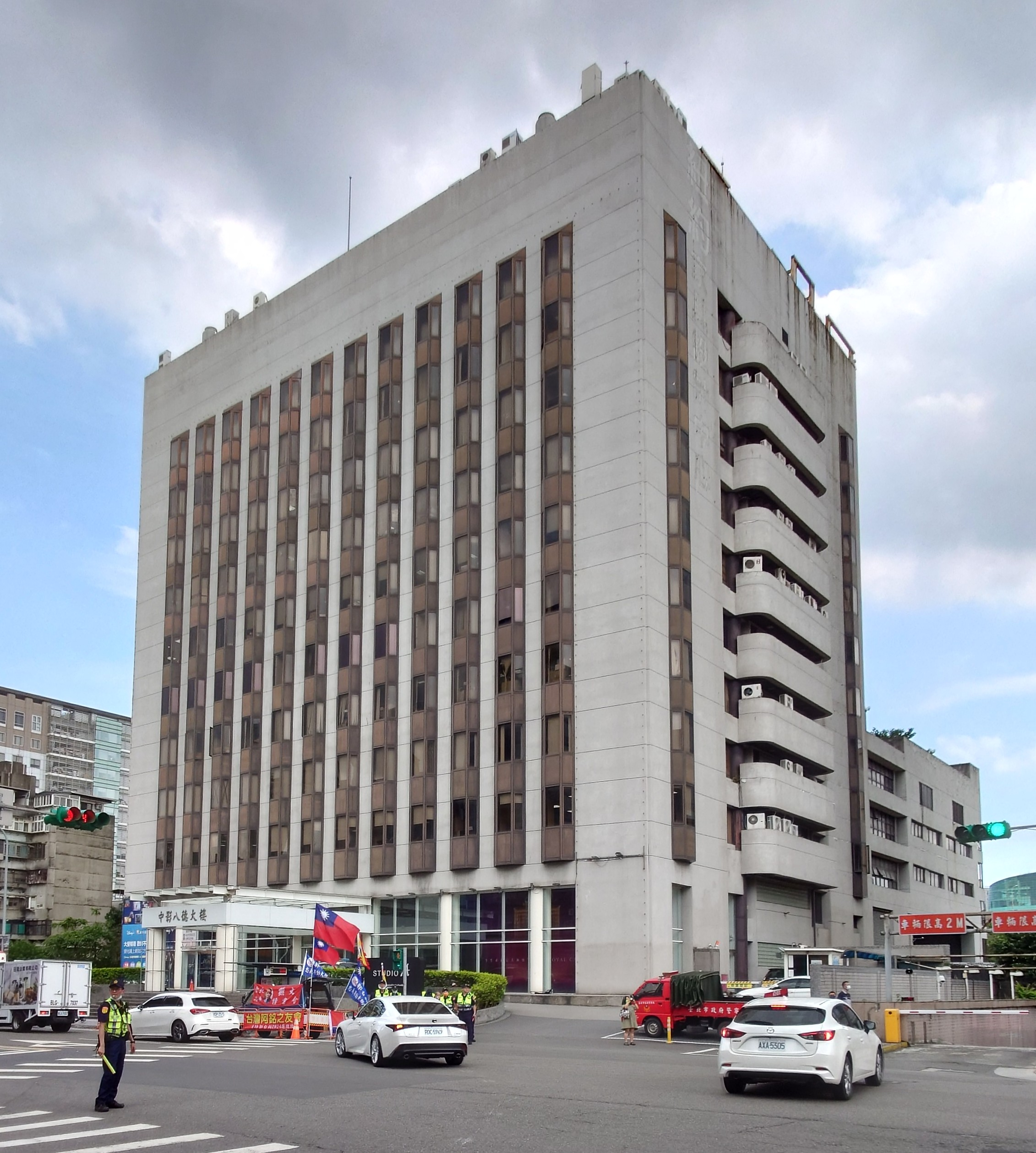
華夏大樓（原中央日報大樓）是《中央日報》最後一代總部，中央電影公司進駐後更名「中影八德大樓」

《中央日報》，為中國國民黨創辦之中文機關報，由何浩若於1928年2月創刊於上海，彭學沛為首任總編輯。1949年隨中華民國政府遷至臺灣。2006年實體報停刊，實體報總計發行28,356號，之後改為網路報形式發行直到2018年。
中央日報為國民政府在大陸時期之代表性的官方媒體。 1949年中央政府撤退到臺北市後接續在臺灣發行五十餘年，為國民黨黨營文化事業成員。報禁開放前銷量很高，1960年代至1980年代間與《中國時報》和《聯合報》並稱為「三大報」。第一次政黨輪替以前與《青年戰士報》（今名《青年日報》，目前為國防部机关報紙）同為宣導官方立場的主要媒體。
香港《大公報》與馬來西亞《光華日報》是少數歷史比《中央日報》長久的中文報紙。

## 历史沿革

### 中國大陸時期
《中央日报》创办的情况比较复杂。1926年12月，随着北伐战争的顺利推进，广州国民政府迁到武汉。1927年3月22日，武汉国民政府在汉口创办《中央日报》，社长由国民党中央宣传部部长顾孟余兼任，总编辑为陈启修。陈启修为中国共产党党员，所以有一批共产党员和左翼人士参加编辑，如沈雁冰、孙伏园等。所以在“四一二事变”后，有不少反蒋中正的文章发表在《中央日报》上。7月15日，“宁汉合流”，武汉《中央日报》于9月15日停刊，共出版176号。台湾新闻史学界为《中央日报》修史时，一般不算入此段时期的《中央日报》。
1927年4月，南京国民政府成立时，就有设立机关报的筹议。正逢上海《商报》停刊，于是国民党接收了其一切设备，利用这些设备，于1928年2月1日在上海创办了《中央日报》，孙科任董事长，国民党中央宣传部部长丁惟汾任社长，国民革命军东路军前敌总指挥部政治部主任潘宜之兼任总经理，彭学沛任总编辑。编辑委员会由各方代表人物组成：胡汉民、邵力子、罗家伦、傅斯年、邵元冲、唐有壬、马寅初、王云五、潘公展、郑伯奇等。2月10日，《中央日报》发刊词中公开表示：“本报为代表本党之言论机关报，一切言论自以本党之主义政策为依据。” 1928年6月，国民党中央政治会议通过了《设置党报条例草案》等三文件。《中央日报》于1929年2月1日迁址南京。《中央日报》迁址南京后，由国民党中央宣传部党报委员会领导，中宣部部长叶楚伧兼任该委员会主席，下设经理部、编辑部；迁址南京后首任总编辑为严慎于，后由鲁荡平、赖琏相继接任。南京《中央日报》特别强调以“拥护中央，消除反侧；巩固党基，维护国本” 为职责。
“九一八事件”之后，面对新局势，国民党在第四次全国代表大会举行前夕，特地召开中央执行委员会临时会议，通过关于《改进宣传方略案》和《改进中央党部组织案》的决议，对改进和加强新闻宣传提出了很多有益意见。据此，《中央日报》率先改组。《中央日报》社原实行总编辑制，社长由中国国民党中央宣传部部长兼任，1932年3月1日改行社长制，脱离中国国民党中央宣传部，改为党营媒体。1932年5月，37岁的程沧波被任命为改组之后的《中央日报》第一任社长，言论报道上直接对国民党中央负责，行政上独立，内部管理实行社长领导下的总编、总经理负责制。1932年，《中央日报》先后增出《中央夜报》、《中央时事周报》。
1935年，《中央日报》开始使用轮转印报机，日出3大张，每日销售数由8,000份增加到30,000份。同年10月，在南京市中心新街口建成了中央日报大楼。由于庐山开办“军官训练馆”，军政人员一时云集，于是《中央日报》在1937年6月开办庐山版。
对日抗战爆发后，《中央日报》先迁至长沙，后到重庆，于1938年9月在重庆复刊，此后又增设长沙版、昆明版、成都版、西康版、贵阳版、屯溪版、桂林版、福建版。《中央日报》西迁重庆7年，报社经历5次改组，社长、总编辑、总主笔、总经理等，均先后更换5任。
1. 1938年从英国回到重庆的程沧波，获得陈布雷支持出任《中央日报》社长。1938年9月1日《中央日报》在重庆复刊。因为给重庆《大公报》“星期论文”专栏撰稿为由，被蒋介石批评“办党报的党员必须像党员”。另一说，1940年秋程沧波因与《中央日报》国际版主笔储安平的妻子端木露西发生桃色新闻而下台[4]。已任职八年半《中央日报》社长的程沧波辞职后，应于右任邀请出任监察院秘书长。总编辑张客年、总主笔周邦式、总经理贺壮予等一套班子集体下台。
2. 程沧波走后,原任三青团宣传处长的何浩若接任《中央日报》社长。与中央宣传部关系较深的刘光炎任总编辑。国民党中央政治学校教授兼外交系主任陈石孚任总主笔。《中央日报》名义上属中国国民党中央宣传部，业务听命于以陈布雷为首的军事委员会委员长侍从室侍二处。何浩若与陈布雷等官邸派人物素无深交，事先很难沟通，事后解释又难以做到，许多实际问题无法解决。何到职3个月，1941年初改任行政院经济部物资局局长。
3. 1940年12月中央社总编辑陈博生继任《中央日报》社长。陈博生带《晨报》一批办报老手到任。由于《中央日报》财务困难，经常从《新华日报》社借纸张；《新华日报》社也向《中央日报》社借铜模用于浇铸铅字。再加日机轰炸造成重庆市区经常停电,《中央日报》社往往出版很迟。1942年陈被迫辞职，复任中央社总编辑。
4. 上海《民国日报》编辑及《晨报》总主笔、上海市党部执行委员、国民参政会参政员、三青团常务干事陶百川继任《中央日报》社长。潘公展兼任总主笔，主持言论。1942年12月27日,《中央日报》刊出独家新闻《中美、中英新约明年元旦正式公布》。外交部部长宋子文认为泄漏了外交机密，蒋写了手喻将《中央日报》总编辑袁业裕交付军法审判。陶百川请陈布雷、叶楚伧、潘公展等人转圜，袁业裕被交保释放；中央社编辑主任钱沧硕出任报社总编辑，因新闻标题与陶闹僵了辞职。陶请陈德徵来报社帮助看稿，实际负责总编辑职责。蒋介石知道后手令对陈德徵“永不录用”。1943年3月29日召开三青团第一次全国代表大会，《中央日报》发表社论《这一代要比上一代更好》，触怒了三青团太子系及黄埔系。陶无法摆平此事，只好辞职。
5. 陈布雷、陈果夫、陈立夫保荐赴重庆出席国民参政会的浙江省党部《东南日报》社长胡健中出任《中央日报》社长。为了安抚胡健中接任这个动则得咎的职位，陈布雷之弟陈训悆任总编辑, 蒋的文学侍从陶希圣任总主笔，陈果夫的隔房堂弟陈宝骅任总经理。1943年11月15日胡健中到任视事，但一直仍摇领《东南日报》社长。陈训悆与陶希圣就住在侍二处,与陈布雷朝夕相见，掌握第一手的指示。从此《中央日报》在办报、经费等老大难问题上风平浪静。直到抗战胜利还都。1946年夏胡健中辞去《中央日报》职，创办上海《东南日报》，成立东南新闻事业股份有限公司，任常务理事、总经理兼社长，专心经营《东南日报》上海版和杭州版。

1947年，《中央日报》股份改造，成立“中央日报社股份有限公司”。

### 台湾時期

#### 遷台初期
1948年位於南京的中央日报社开始筹办准备台北版，隔年社长马星野與大批工作人员和大部分器材、设备到了台北，3月12日重新出刊。當時臺灣主要報紙為中國國民黨在1946年成立的《中華日報》以及台灣省行政長官公署接收日治時期《臺灣新報》改制成立的《臺灣新生報》，同為黨公營報紙《中央日報》享有特殊地位，所有政府機關、學校，奉國民黨各地方黨部指示需訂閱《中央日報》，為其提供穩定收入來源，同時依靠國民黨中央的巨額金援及從南京遷台的充足人力與設備，迅速成為1950年代台灣第一大報。
遷台初期社址位於今日台北車站附近的原台灣土地建物株式會社，1952年向台灣省政府公產管理處購入台北市忠孝西路房舍使用。1963年7月1日，位於忠孝西路一段83號的新建大樓啟用，該樓為中央日報社新總部，共8層由各部門集中辦公使用。設有營業廳、機器房和、辦公室、會議室、康樂活動中心。1983年4月26日11時許，總社一樓發生爆炸案，12人被炸傷。法務部調查局證實本案與22分鐘前發生的《聯合報》總社9樓電機房爆炸案（兩案合稱「兩報爆炸案」）是同一批人發動的炸彈恐怖攻擊，放置炸彈者是黃世宗、策劃者是台灣獨立建國聯盟主席張燦鍙、指揮者是台灣獨立建國聯盟美國本部副主席陳南天、執行指揮與接應者是人在巴西的李朝望，但黃世宗早已偷渡離開台灣且至今未曾被逮捕。
1984年10月8日，在台北市八德路二段256號舉行總社新廈「中央日報大樓」奠基典禮，由董事長曹聖芬、社長姚朋、中國國民黨秘書長蔣彥士、文化工作會主任宋楚瑜、考紀委員會主任周應龍共同奠基，新大樓共有地上11層樓與地下3層樓，基地一千七百餘坪，總樓地板面積八千餘坪，土地為報社於1982年以新台幣3.9億元向臺灣鐵路管理局購得，後於1999年該大樓連同土地以新台幣27.58億元售予國民黨另一黨營企業中央電影公司。關於政府機關統一訂閱，被部分人士的批評為「以國庫資助《中央日報》營運」；關於八德路大樓低價買入的批評，則為「國有財產直接變為黨產，不當利益輸送的典型案例」之嫌。
1985年8月16日，宋美齡函電蔣經國：

「『匪』『人民日報』已在美出版，其排字方式標題醒目，字型有三、四種大小不同者，利於閱讀。我《中央日報》皆數十年前之老排版，較長報導因囿於規格，使續讀費時尋找，失去傳遞消息之初衷。但我亦不必抄襲『匪』格式為要。辱暑中，特別注意休息、飲食。
母
八月十六日」

1985年8月21日，蔣經國函電宋美齡：

「『匪』『人民日報』在美出版，目的在分化僑社對國家之向心，極其險惡。《中央日報》航空版，正在切實檢討調整版面、充實內容、增加發行量之中。又籌畫由《英文中國日報》編印每週畫頁，透過衛星傳送世界日報分贈海外讀者。兒近尚身心如常，唯懇母親倍加珍護。肅叩 福安。
兒 經國跪稟
八月二十一日」

#### 衰落
解嚴後，報禁解除，《中央日報》民營化，以國民黨為最大股東，實際編輯團隊亦以國民黨幹部為主。《中央日報》與同業一樣，每日出刊的總張數增加為六大張。但《中央日報》因傳統官營色彩濃厚，編輯版面保守，不及其它報紙靈活生動，發行量每況愈下。當時網路媒體開始盛行，讀者閱讀習慣改變，實體報紙發行量普遍下滑，各報均進入衰退期，《中央日報》亦無法倖免。
1994年10月，《中央日報》非法解僱記者蘇諍，蘇諍向「901新聞自主推動小組」（台灣新聞記者協會前身）申訴；1994年11月，901新聞自主推動小組調查本案，認定《中央日報》不合理解僱，要求《中央日報》讓蘇諍復職，是901新聞自主推動小組第一個保護記者工作權的個案。
1995年，國民黨內延續「主流、非主流」鬥爭，出現黨員要求分黨產的聲浪。當時的國民黨祕書長許水德有鑑於此，要求文工會研究是否以免費方式發送小組長一份《中央日報》，以平息黨內要求分黨產的聲音。時任社長唐盼盼認為，如能爭取到黨中央免費發送《中央日報》，一方面可以增加發行量，也強化與許水德的關係，於是承接此一任務。但由於國民黨小組長與訂戶高度重疊，造成《中央日報》有費報份大幅滑落，損失三分之二左右的報份。因而元氣大傷，無法與《中國時報》、《聯合報》並列三大報，此後被《自由時報》追過。
1996年6月26日，民進黨籍台北市長陳水扁在台北市政府市政會議中指示，禁止台北市政府所屬各機關學校刊登廣告與統一訂閱《中央日報》，理由是：⑴《中央日報》要求台北市政府刊登招標或採購公告，強迫機關學校訂報；⑵他不滿意《中央日報》報導台北市政方式。此舉遭到外界的批評和質疑。
1996年7月，針對陳水扁指示禁止台北市政府所屬各機關學校刊登廣告與統一訂閱《中央日報》案，《中央月刊》報導，「《中央日報》是國民黨黨營的報紙，陳水扁是民進黨籍市長；不知是否黨籍情結作祟，陳水扁總把登在《中央日報》上有關市政報導當成國民黨在修理他的文章。……後來記者們追蹤報導，市府各機關學校訂《中央日報》的單位也同時訂其他報紙，《中央日報》未享受任何特權；而在民政局贈區委、里/鄰長報紙統計中，《中央日報》所佔比例極少，也證明該報並未運用特權強迫市府單位訂閱；所以陳水扁『打倒特權』選《中央日報》發作，也選錯了對象」，而陳水扁發動拒訂《中央日報》的可能原因是該報批到了陳水扁的逆麟：
- 1996年6月21日，《中央日報》報導台北市政府研究發展委員會委託學者調查台北市政府組織文化與員工心態，調查結果顯示過半數受訪員工不滿本身工作現況，半數受訪員工認為升遷管道不順暢，八成受訪員工認為工作分配勞逸不均，超過六成受訪員工認為工作「多做多錯」，《中央日報》短評據此認為台北市政府員工人心浮動、主政者應三思。
- 1996年6月23日，《中央日報》報導，雖然台北市政府新聞處於該年年初編印、只發給特定對象的《職員手冊》內的「職員錄」已將以往刊登的職員住處電話號碼刪除，但是台北市政府在未取得全部台北市議員同意的情況下以「便利民眾洽公」為由將全部台北市議員住處電話號碼編入該年春季編印、發給台北市民每戶一冊的《便民手冊》，台北市議員林晉章因此抨擊台北市政府人事處「保護員工，犧牲議員家安寧」。
- 1996年6月24日，《中央日報》報導〈拆除違建 陳水扁乏善可陳〉，副標題為〈五萬七千餘件未拆 較之往年無明顯進步〉，文中敘述：「除了去年年底台北地方法院前院長胡中位於金華街的宿舍加蓋違建被拆、到今年初蔣孝剛位於士林至善路三段的別墅違建亦遭強制拆除外，（民國）八十四年違建查報件數創歷年新高，有15,103件，已拆9,000件、未拆6,103件，拆除率只有六成。」
- 陳水扁發動拒訂《中央日報》當日，《中央日報》報導台北市議員楊鎮雄、陳永德、林瑞國提案，立委秦慧珠等十多位議員連署，將於台北市議會臨時會期提案請台北市政府於該年12月25日前比照核四公投模式辦理「擴大民意調查」以公評台北市交通是否獲得改善，確定陳水扁承諾「兩年改善台北市交通，無改善就下台」之政治責任；《中央日報》同版報導，台北市政府交通局局長賀陳旦表示不支持該案：「交通改善與否，必須有客觀的評估方法，不是公民投票可以決定。」
- 陳水扁發動拒訂《中央日報》當日，《中央日報》報導，台北市政府當初提列發放老人津貼的預算新台幣九十二億元被台北市議會刪減新台幣三十億元，結果老人津貼發放作業告一段落之後，只有半數合格老人領取津貼，預算餘額為新台幣二十九億餘元；《中央日報》短評說，台北市政府想討好老人，老人們因受不了台北市政府繁瑣的行政作業而反應冷淡，因為老人們必須準備一大堆證件、蓋好多章、還要排隊才能領老人津貼，少帶一樣東西就要再跑一趟，形同領救濟金，有損自尊；《中央日報》短評結論說：「金錢不是萬能。用錢籠絡人心，處置不當，適得其反。」[11]

2000年政黨輪替後，由於過多政治版面、內容與社會脫節，《中央日報》除傳統國民黨員及圖書館外，一般民眾罕有閱讀甚至訂閱，零售銷售據點也大量減少。《中央日報》開始出現赤字，平均每月虧損新台幣844萬元，累積虧損新台幣8億餘元。解嚴後，不斷有「黨政軍退出媒體」的聲音；特定政黨持股過重或由政治人物經營的媒體，如《中央日報》、《自由時報》、中國電視公司、民間全民電視公司等，均飽受抨擊。而2000年政黨輪替後，過去政府財政檔案公開，中央日報大樓等來源有問題的資產亦成為抨擊的目標。輿論壓力下，《中央日報》的主要經營者國民黨亦開始尋求出脫持股。

#### 停刊

##### 實體報停刊
2002年4月，中國國民黨主席連戰裁示推動《中央日報》人事精簡案，《中央日報》編制由326人調整為90人。馬英九接任國民黨主席後，積極尋求買家接手《中央日報》。2005年國民黨有意出售《中央日報》及《中華日報》時，因《中央日報》的負債大於資產，無人有意承接；此時又提出「轉贈連戰」一案（當時連戰已經轉任國民黨榮譽主席），部分幹部如總編輯江偉碩、副總編輯樊祥麟等，都被交代準備因應新局，但懸宕未決，不了了之。同時有媒體報導，國民黨大老陳立夫的家屬有意承接《中央日報》，但國民黨中央對《中央日報》的態度曖昧不明，導致最後議案無疾而終。
2006年5月24日，國民黨中常會通過《中央日報社股份有限公司股權處分案》，停止挹注《中央日報》每年新台幣9,000萬元的補助經費，避免實體報紙的出刊繼續造成《中央日報》財政負擔。2006年6月1日，《中央日報》停刊。《中央日報》停刊的消息相當突然，未依《勞動基準法》向員工預告停業，所有員工突然一起失業，引起《中央日報》產業工會激烈反彈及抗爭。
2006年5月24日，《蘋果日報》根據《中央日報》員工爆料內容報導，黃輝珍在《中央日報》社長任內「為當時的總統李登輝出言論集，花掉（新台幣）十五億元」；同日，黃輝珍否認。

##### 網路報停止更新
據中央社報導，因為投資方「偉業投資股份有限公司」資金不足，《中央日報網路報》14名員工於2018年6月接獲離職通知，離職時間為2018年5月31日。《中央日報網路報》頁面停止更新。當前無法連上。
原來與YAHOO奇摩、PCHOME等入口網站新聞合作的商標超連結，現在被導引到另一個網站《大華網路報》，而《大華網路報》的網站架構與新聞、評論等內容，基本上與停刊之前的《中央日報網路報》幾乎相同，但沒有資訊顯示營運者是否相同。
據詢問《中央網路報》官方粉絲專頁，目前暫停一段時間再出發，現處解散狀態，預計2020大選之後重振旗鼓。當前建議關注言論方向一致之《大華網路報》。但截至2021年7月，該報臉書粉專仍處在停止更新中。

## 特色內容
《中央日報》的副刊，名為「中央副刊」，簡稱「中副」，與《中國時報》「人間副刊」及《聯合報》「聯合副刊」同為1970年代至1980年代的主要文學發表媒介，許多作家都在中央副刊上貢獻過一方筆墨，中央副刊也成就了許多的作家。由於《中央日報》有發行航空海外版，中副除了反共文學與懷鄉文學之外，也經常刊登海外留學生作品。中副的特徵之一是版面下方的讀者投稿笑話「趣譚」以及美國漫畫《白朗黛》（Blondie）。
「地圖週刊」也是《中央日報》的重要特徵。